# Prickstrupig timalia
Prickstrupig timalia (Pellorneum albiventre) är en fågel i familjen marktimalior inom ordningen tättingar.

## Utseende
Prickstrupig timalia är en 14–15 cm lång medlem av familjen utan tydliga kännetecken. Den är kort- och rundstjärtad samt olivbrun ovan och under med diffusa vitaktiga prickar på strupen och vitt på buken. Tygel och ögonbrynsstreck är gråfärgade.

## Utbredning och systematik
Prickstrupig timalia delas in i fyra underarter med följande utbredning:
- Pellorneum albiventre ignotum – bergsskogar i nordöstra Assam (Mishmi Hills)
- Pellorneum albiventre albiventre – gränsen mellan Bhutan och Assam till västra Myanmar (Chin Hills)
- Pellorneum albiventre cinnamomeum – centrala Burma till nordvästra Thailand, södra Laos och södra Annam
- Pellorneum albiventre pusillum – östra delarna av norra Laos och västra Tonkin

## Levnadssätt
Prickstrupig timalia hittas i buskmarker, ungskog, bambusnår, gräsmarker, hyggen och i undervegetation i tallskog, i Indien upp till 1830 meters höjd, i Sydostasien 280–2135 meter över havet. Fågeln är mycket skygg och svår att få syn på. Den uppträder vanligen i par, nära marken i tät vegeation på jakt efter insekter. Arten är stannfågel.

### Häckning
Fågeln häckar från april till juli. Det lilla kupolformade boet placeras på eller nära marken, vari den lägger två till fem ägg. Boparasitism från större hökgök (Hierococcyx sparveroides) har noterats.

## Status och hot
Arten har ett stort utbredningsområde och en stor population med stabil utveckling och tros inte vara utsatt för något substantiellt hot. Utifrån dessa kriterier kategoriserar internationella naturvårdsunionen IUCN arten som livskraftig (LC).